# Bokrači
Bokrači – wieś w Słowenii, w gminie Puconci. W 2018 roku liczyła 68 mieszkańców.